# Lapérouse (restaurant)
Pour les articles homonymes, voir Lapérouse (homonymie).
Le restaurant Lapérouse est un restaurant historique situé quai des Grands-Augustins dans le 6e arrondissement de Paris.

## Histoire

### Origines

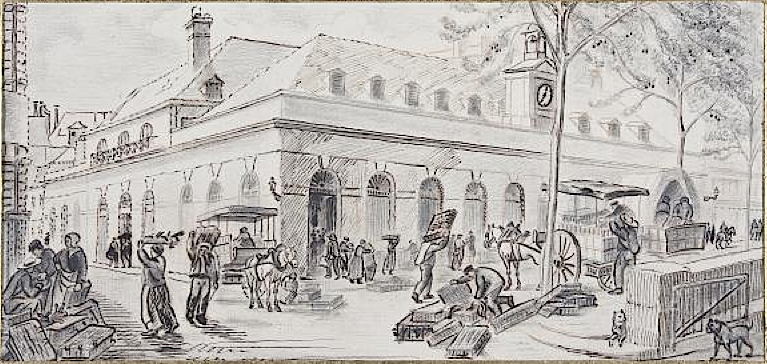
Le marché de la Vallée en juin 1867.

Le restaurant Lapérouse est situé dans un ancien hôtel particulier ayant appartenu à la fin du règne de Louis XIV à François Forget, vicomte puis comte de Bruillevert, grand maître des eaux et forêts. Il est habité un temps par le géographe Renou de Chauvigné, dit Jaillot, auteur d’une Histoire de Paris.
Racheté en 1766 par Lefèvre, limonadier du roi, ce lieu devient un marchand de vin qui prospère à la suite de la destruction face à lui du couvent des Grands-Augustins et la construction sur l'emplacement de ce dernier du marché de la Vallée, spécialisé dans le commerce de volailles et de gibiers. Ce restaurant, fréquenté par les mandataires du marché, leurs employés et leurs clients, acquiert une renommée par la qualité des mets servis et la création, selon une idée de Lefèvre, de salons discrets dans les chambres de domestiques du premier étage afin que, dans cette période peu sûre, chacun puisse y faire ses comptes dans la plus grande sécurité.

### XIXesiècle
Vers 1850, Jules Lapérouse en devient le nouveau propriétaire et change l'ornementation des petits salons particuliers désormais décorés de peintures et miroirs aux thèmes variés (littérature, amour, voyages). Il œuvre pour que l'établissement monte en gamme. Prisé par le Tout-Paris, le restaurant est alors fréquenté par de nombreuses personnalités, dont Maupassant, Zola, Musset, Hugo, Balzac, Offenbach, Clemenceau, Auguste Rodin ou encore Sarah Bernhardt. À l'époque, les clients y amènent leurs maîtresses, cocottes et autres demi-mondaines, telles Liane de Pougy et Caroline Otero. Pour vérifier que les bijoux que leurs amants leur offraient étaient des vrais, elles griffaient les miroirs du restaurant avec les pierres précieuses. Ces traces ont été conservées jusqu'à nos jours (dates, prénoms, cœurs entrelacés, etc.).
Lors de la Commune de Paris (1871), alors que les troupes versaillaises investissent Paris, les clients s'enfuient à la vue des soldats prenant d'assaut la barricade du pont Neuf. Le communard Maxime Vuillaume a juste le temps de laisser un billet de cent francs pour payer l'addition mais s'enfuit ; neuf ans plus tard, il viendra réclamer sa monnaie, qu'on lui refusera car le propriétaire avait changé.

### XXesiècle
Au XXe siècle, trois générations de la famille Topolinski dirigent le restaurant, le fils Topolinski étant même qualifié du titre de « grand maître cuisinier » pour les soufflés et les rognons de veau du Lapérouse. Le chef Frier participe aussi à la poursuite de la renommée du lieu, grâce à plusieurs de ses plats, comme les « soles clapotantes », le « caneton espiègle » ou encore la « bécasse du Navigateur », nommée d'après un hôtel voisin.
En 1910, pendant la crue de la Seine, l'eau atteint le haut du comptoir du rez-de-chaussée. Plus tôt, on a cependant pris soin d'évacuer les bouteilles de la cave. Durant la Seconde Guerre mondiale, cette même cave sert d'abri pour se protéger des bombes allemandes et alliées.
Les clients sont toujours aussi prestigieux, comme Marcel Proust qui y fait la cour à Laure Hayman (et dont il s'inspira pour créer le personnage d'Odette dans La Recherche, la faisant habiter rue La Pérouse, Hayman elle-même habitant cette rue), Jean Cocteau qui raconte être venu s'y saouler avec Roland Garros, Henriette Caillaux qui se fait livrer des plats depuis Lapérouse à la prison Saint-Lazare où elle est incarcérée pour avoir assassiné le patron du Figaro, le duc de Windsor et Wallis Simpson qui font tapisser leur salon de cierges volés à l'église Saint-Séverin voisine, Jean-Paul Sartre, Simone de Beauvoir et Albert Camus qui après le repas rejoignent Pablo Picasso à son domicile, 7 rue des Grands-Augustins, Frédéric Joliot-Curie, Albert Einstein, Georges Mandel, Charles de Gaulle, Georges Pompidou, Valéry Giscard d’Estaing, François Mitterrand, Jacques Chirac, l’Aga Khan III et son épouse Yvette Labrousse ou encore l'empereur du Japon Hirohito durant sa visite officielle en France en 1971. Certains Immortels prisent aussi l'endroit, l'Académie française étant à côté.
En 1933, le restaurant décroche sa troisième étoile au Guide Michelin puis la perd en 1969. Topolinski réagit à la nouvelle en affirmant en avoir eu le « cœur brisé ». Dans un article de 1958, le New Yorker avait déjà pointé l'âge élevé des serveurs, tout comme les clients que le magazine jugeait « d'une autre époque ». En 1969, le New York Times est aussi le témoin de cette baisse de réputation, notant que « Lapérouse perd de son lustre », à l'heure où la nouvelle cuisine commence à poindre.
En 1974, Topolinski quitte la direction du restaurant, bientôt remplacé par le comédien Raymond Pellegrin et son épouse Gisèle Pascal. Suivront de nombreux propriétaires, précipitant la chute du restaurant. Et Vanity Fair de commenter : « Le navire prend l'eau, à tel point que les réservations finissent bradées sur Groupon.com, symbole de la déconfiture de ce qui avait été, des décennies durant, l'un des quatre seuls trois-étoiles de la capitale ».

### XXIesiècle
En 2012, Jérôme Schabanel et Grégory Lentz deviennent les nouveaux propriétaires du restaurant puis, en 2018, Benjamin Patou, petit neveu de Jean Patou et entrepreneur dans le milieu de la nuit. Aidé de la décoratrice Laura Gonzalez et de Cordelia de Castellane, il fait restaurer les dix salons et la grande salle et s'entoure des chefs Jean-Pierre Vigato et Christophe Michalak.
Plusieurs personnalités contemporaines réinvestissent les lieux comme clients, comme l'actrice Nicole Kidman, les influenceuses Bella Hadid, Kendall Jenner et Kim Kardashian ou encore le couturier Olivier Rousteing, qui y organisa ses dîners d'après défilé. Le romancier Michel Houellebecq y a fêté son mariage en 2019.

## Description
Situé dans un hôtel particulier du XVIIIe siècle près des quais de Seine, sur trois étages, c’est l’un des derniers restaurants parisiens proposant des petits salons-alcôves où l’on peut déjeuner ou dîner en toute intimité dans un cadre tamisé. Le service se fait « à la clochette » (ou à la sonnette) pour appeler le serveur, afin de respecter l'intimité des clients. D’ailleurs, pour les salons privés, le serveur annonce son entrée en frappant à la porte.
Le salon le plus intime, pour deux personnes, porte le nom de la courtisane Caroline Otero ; Serge Gainsbourg et Jane Birkin l'occupèrent. Jouant sur l'ambiguïté de son nom avec celui du célèbre explorateur, le restaurant a baptisé deux de ses salons du nom de ses navires, L’Astrolabe et La Boussole. Selon la légende, le « salon des sénateurs » est supposé disposer d'un passage secret permettant de se rendre au Sénat, muré depuis.
La cave compte 12 000 bouteilles et plus de 800 références. Il est possible d'y dîner, servi par un majordome personnel.

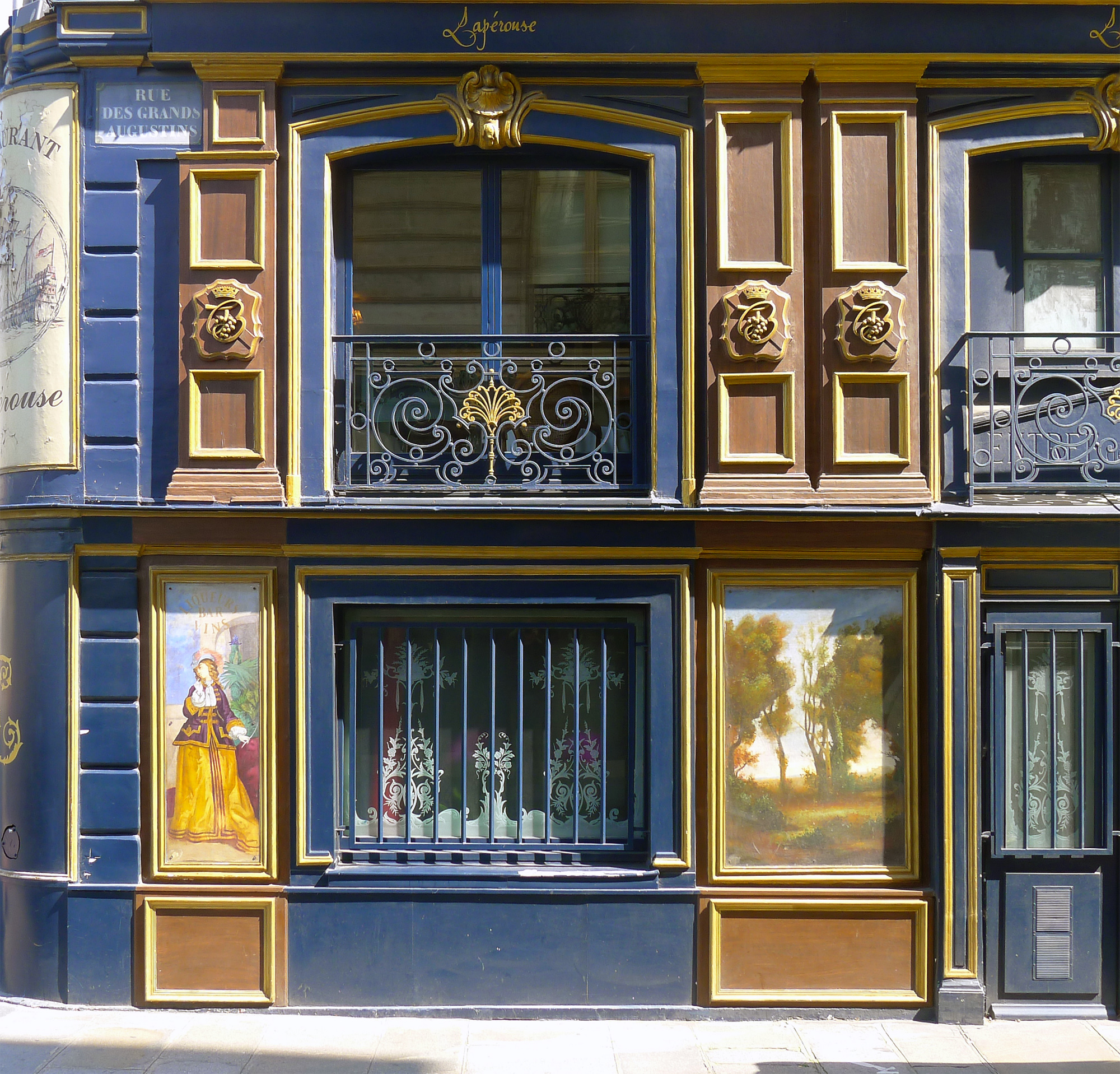
Détail de la façade, côté rue des Grands-Augustins.
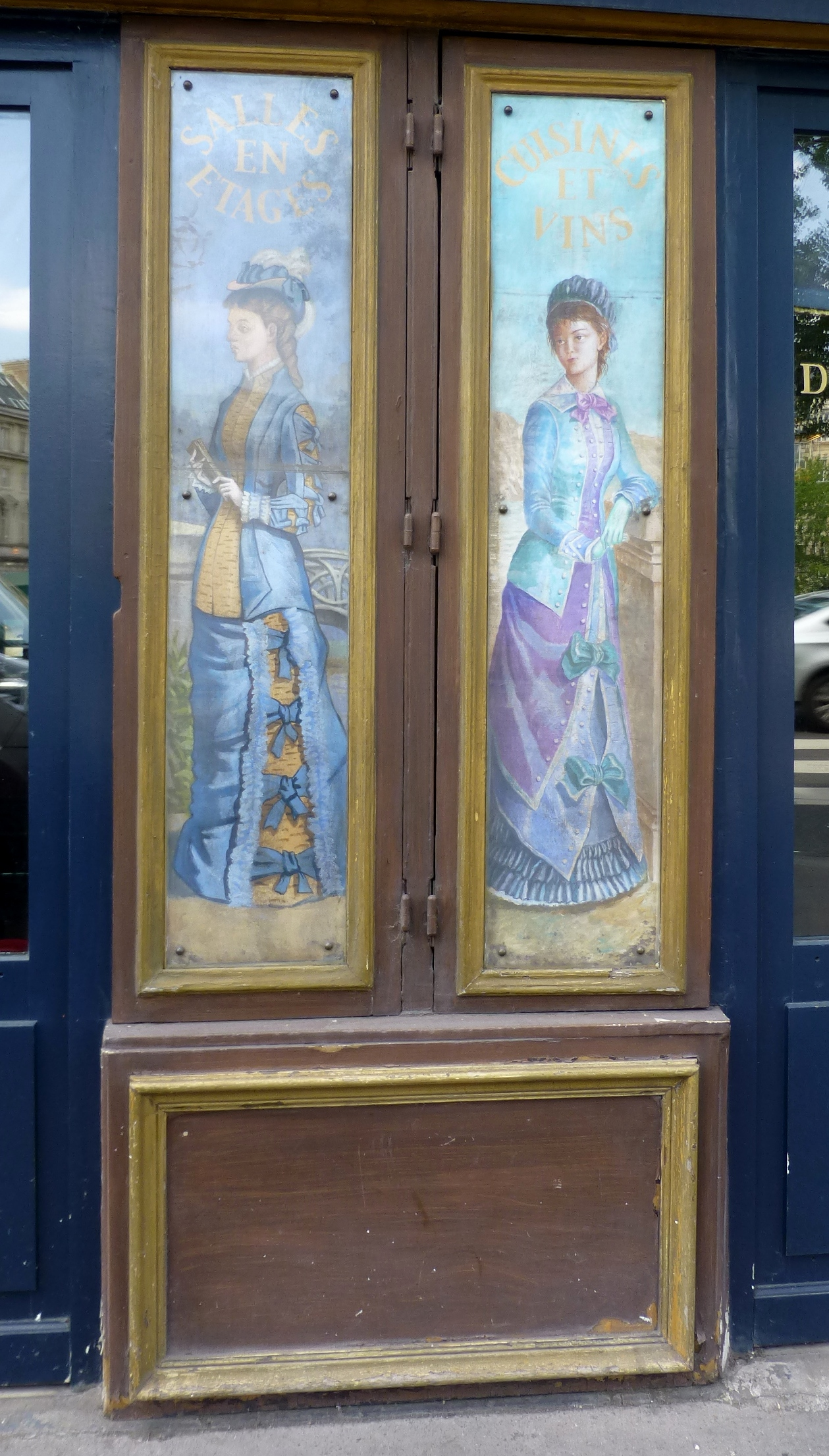
L'un des panneaux sur la façade.

## Dans la fiction
Le restaurant apparaît dans le film Quai des Orfèvres (1947), l'un des Topolinski y jouant même son propre rôle, dans Président (2006) et dans Minuit à Paris (2011) de Woody Allen. Claude Lelouch y a aussi tourné un court-métrage.